# Vrede van Lutatius
De Vrede van Lutatius beëindigde officieel de Eerste Punische Oorlog. Het dankte zijn naam aan Gaius Lutatius Catulus, de Romeinse consul en overwinnaar van de Slag bij de Egadische Eilanden. Hij onderhandelde het akkoord met een ondergeschikte van Hamilcar Barkas in 241 v.Chr.. Volgens de historicus Polybios, waren de voorwaarden van het akkoord:
- Carthago moest Sicilië evacueren.
- Carthago mocht geen oorlog voeren met Syracuse of zijn bondgenoten.
- Carthago moest alle krijgsgevangenen overdragen.
- Carthago moest een schadevergoeding van 2200 talenten (66 ton) van zilver betalen in 20 jaarlijkse termijnen.

Oorspronkelijk werd het verworpen door het Romeinse volk, maar deze voorwaarden werden uiteindelijk aangenomen met zeer weinig wijzigingen onder het gezag van Quintus Lutatius Cerco, de broer van Gaius Lutatius Catulus. In de laatste overeenkomst werd beslist dat Carthago maar tien jaar had om een schadevergoeding van 3200 talenten (96 ton) te betalen, en dat het de eilanden tussen Sicilië en Italië (Ustica en de Eolische Eilanden) en de Egadische Eilanden voor de westkust van Sicilië moest evacueren.

## Bron
Lazenby, J. F. First Punic War: A Military History. Stanford University Press, 1996.